# Municipio de Snow Shoe
El municipio de Snow Shoe (en inglés: Snow Shoe Township) es un municipio ubicado en el condado de Centre en el estado estadounidense de Pensilvania. En el año 2000 tenía una población de 1.760 habitantes y una densidad poblacional de 8.2 personas por km².

## Geografía
El municipio de Snow Shoe se encuentra ubicado en las coordenadas 41°02′30″N 77°54′59″O / 41.04167, -77.91639.

## Demografía
Según la Oficina del Censo en 2000 los ingresos medios por hogar en la localidad eran de $31,429 y los ingresos medios por familia eran de $37,750. Los hombres tenían unos ingresos medios de $28,801 frente a los $21,806 para las mujeres. La renta per cápita de la localidad era de $16,374. Alrededor del 9,2% de la población estaba por debajo del umbral de pobreza.